# 錫米特利角

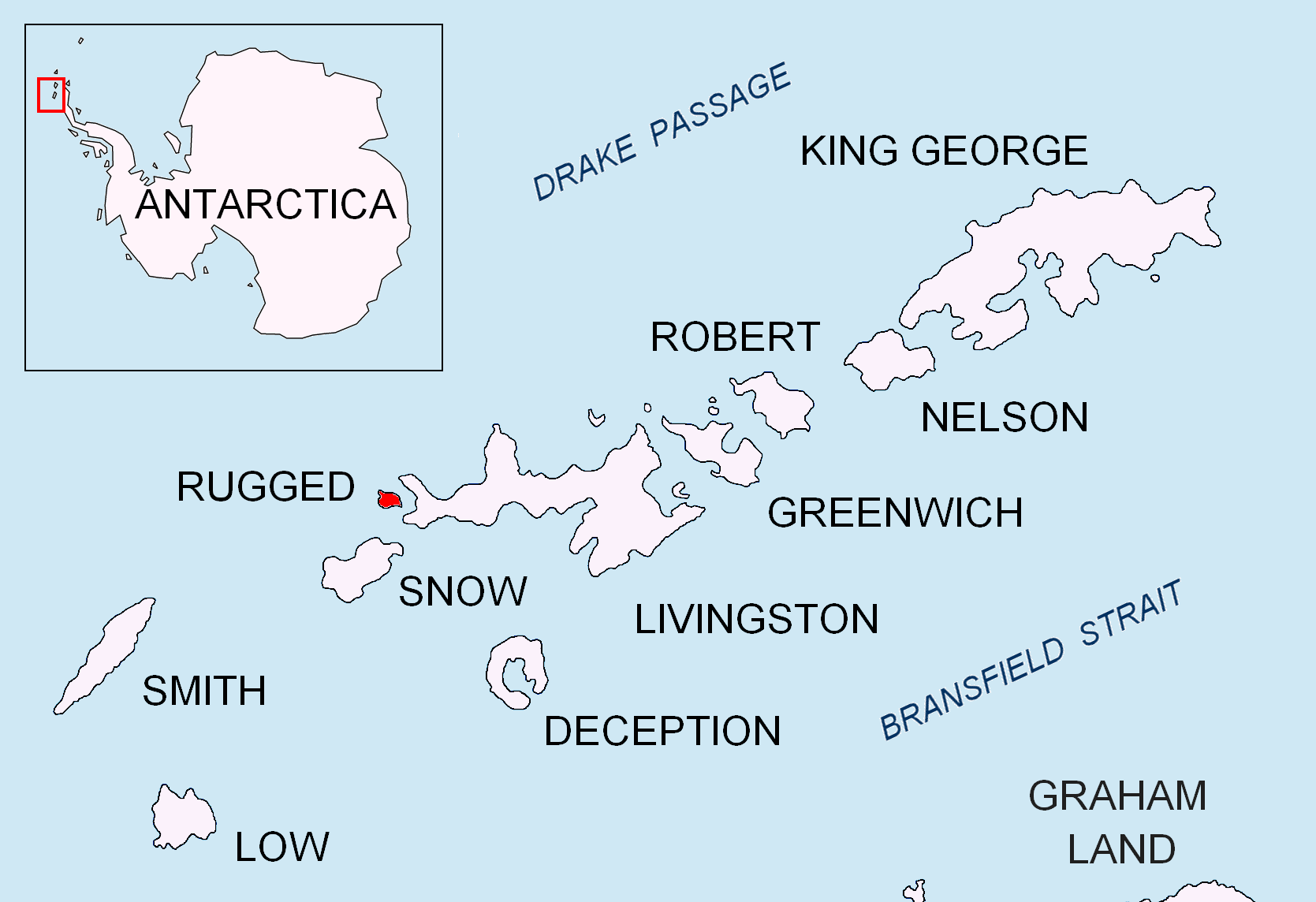

錫米特利角是南極洲的海岬，位於南設得蘭群島的拉吉德島北岸，處於伊萬弗拉季斯拉夫角以西0.38公里和謝菲爾德角東南面2.9公里。
62°37′00″S 61°14′32″W / 62.61667°S 61.24222°W

## 外部連結
- Simitli Point. （页面存档备份，存于） SCAR Composite Gazetteer of Antarctica.